# X⁴: Foundations
X⁴: Foundations — игра в жанре космического симулятора, представляющая собой прямое продолжение игры X³: Albion Prelude, и следующая игра после X Rebirth. Разработана и издана компанией Egosoft. Игра была анонсирована 1 октября 2018 года для ПК и доступна к приобретению через Steam, GOG.com и сайт разработчика в обычном и коллекционном издании. Игра была выпущена 30 ноября 2018 года.
Игра включает, помимо космического симулятора, также богатую и живую экономику, большую вселенную, которая будет расширяться в дальнейшем, и несколько космических фракций, доступных для взаимодействия с игроком и между собой. В сравнении с X Rebirth игра имеет большее количество космического пространства для исследования и возможность персонального фракционного развития, но в сравнении с предыдущими играми серии X на данный момент содержит лишь небольшую часть секторов. Изменение карты секторов и отсутствие секторов обосновано отключением и реконфигурацией сети врат, которые постепенно перезапускаются, иногда соединяя сектора иначе, нежели раньше.

## Сюжет
Стартовый сюжет направлен на получением игроком своей уникальной станции и союзников, которые будут служить координаторами игрока в других квестах. Хотя игрока никто не заставляет проходить сюжет вообще, однако наличие станции открывает несколько исследований, которые позволяют модифицировать корабли, а также открывают возможность телепорта между своими кораблями и станциями, что было введено впервые в игровой серии. Стартовый сюжет на прохождение занимает 3-4 часа и не имеет высоких требований к игроку.
После прохождения квеста становятся доступны другие квестовые цепочки, вроде сюжета по объединению всех фракций Паранидов в одну. Прохождение всех сюжетных миссий может занять до 60-80 часов из-за необходимости иметь высокую репутацию с фракциями или потратить значительные суммы денег и управлять достаточно мощными боевыми кораблями, что невозможно на старте игры, хотя саму миссию, если заранее иметь всё необходимое, также можно пройти за 2-3 часа. Каждое DLC добавляет новые сюжетные ветки, выполнение которых может оказать значительное влияние на игровой мир.
В качестве дополнительной End-game задачи начиная с версии 4.0 присутствует 7 миссий терраформирования, требующие наличия на главной станции игрока невероятных объёмов ресурсов, в результате чего выполнение всех может потребовать от нескольких десятков до сотни часов, активное участие игрока при этом не нужно, необходимо только настроить производство или закупку ресурсов и иногда выбирать новый проект терраформирования.
В игре (как и в других частях серии) отсутствует выбор уровня сложности, однако доступен выбор одного из предлагаемых, заранее заданных персонажей. Персонажи отличаются внешностью (однако игрок очень редко может увидеть своего персонажа), стартовой системой, кораблём и суммой денег на счету. Стартовые отношения с фракциями зависит от расы персонажа, при этом большинство персонажей является людьми. В базовой версии доступно пять персонажей, каждое из трёх DLC добавляет ещё по два. В дальнейшем старт персонажа не играет никакой роли.
Игра представляет собой абсолютную песочницу, где игрок может делать всё что ему вздумается в огромном космосе. В X⁴ имеется возможность управлять любым кораблем, начиная от малых кораблей S-класса и заканчивая огромными XL-авианосцами и линкорами. Впрочем, воевать никто не заставляет, и игрок всегда может начать строить свою торговую империю и создавать станции, используя модульную систему, которая впервые была представлена именно в X⁴. Создание станций и установка улучшений на корабли полностью состоит из возможности выбирать и заменять модули. У игроков имеется возможность создать действительно уникальную станцию или целый комплекс с полным циклом от руды до корабля, который будет обеспечивать сам себя и ближайшие территории его союзников. Мир живёт независимо от игрока, воюющие фракции могут перехватывать контроль над секторами, уничтожать и отстраивать станции.
У фракций существует возможность расширять свою империю безгранично, так как теперь и им доступна свобода в строительстве наравне с игроком. Если во вселенной имеется спрос, то фракции создадут и необходимое предложение. Впрочем, вам никто не мешает полностью разрушить их экономику и сделать их зависимыми от игрока.
Управление своим флотом и империей производится игроком с помощью карты, позволяющей координировать любые действия вашего флота или управления станциями в режиме реального времени.

## Отзывы
| Сводный рейтинг    | Сводный рейтинг |
| Агрегатор          | Оценка          |
| ------------------ | --------------- |
| Metacritic         | 59/100          |
| Иноязычные издания |                 |
| Издание            | Оценка          |
| Destructoid        | 7,5/10          |
| GameRevolution     | 4/5             |
| PC Games           | 6/10            |

На Metacritic игра имеет общую оценку в 59 баллов от игровых обозревателей.